# Shadhavar

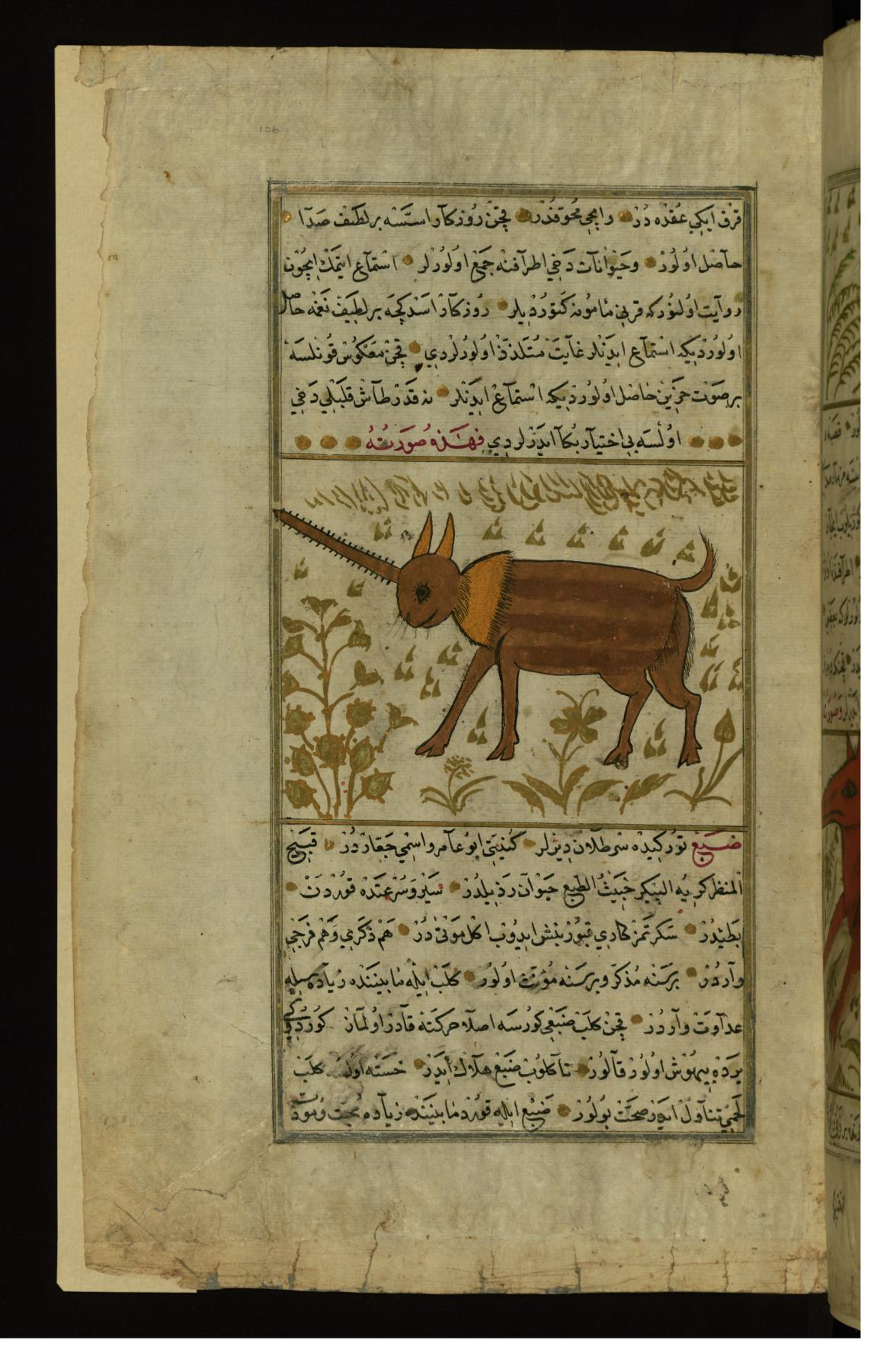
Foglio del manoscritto Walters W659 raffigurante l'Âras, un animale con un corno.

Lo Shâd'havâr (in arabo: شادهوار) o Âras (آرس) è una creatura leggendaria dei bestiari musulmani medievali, somigliante ad un unicorno. Secondo lo scrittore persiano Al-Qazwini, la creatura dimorava nel paese di Rūm (Bisanzio) ed era dotata di un corno con 42 diramazioni cave che, se attraversate dal vento, erano in grado di produrre un suono piacevole, che gli animali si fermavano ad ascoltare. Il corno della creatura, talvolta offerto in dono ai sovrani, poteva essere suonato come un flauto. Soffiando ad un'estremità, il suono prodotto sarebbe stato allegro; viceversa, soffiando nell'altro si sarebbe prodotta una melodia così triste da far piangere le persone.
Lo studioso Al-Damiri riporta un numero maggiore di diramazioni del corno, pari a 72, mentre negli scritti di Al-Mustawfi l'animale si trasformò in un feroce carnivoro. Il motivo di tale cambiamento potrebbe risiedere nella fusione della descrizione dello Shâd'havâr con quella di un'altra creatura citata da Qazwini, il Sirânis (سيرانس), un predatore che suona melodie per attirare le sue vittime. G. Jacob ha sottolineato le somiglianze tra il Sirânis e le sirene della mitologia greca.